# 儀銘
儀銘（1931年9月5日—2009年6月2日），本名田致斌，原籍北京，中華民國男演員、電視劇製作人，因在台灣中華電視台（今中華電視公司）1974年八點檔連續劇《包青天》飾演包青天最為華人社會知曉，曾獲2項金鐘獎（中華電視台《包青天》、《秋蟬》）、2項金馬獎最佳男配角（電影《雲深不知處》、《歌聲魅影》）。

## 人物概略
儀銘早年是播音員出身，並參與廣播劇、舞台劇的演出，當年並得崔小萍的提攜；之後參與台灣省電影製片廠與台港兩地多家電影公司的電影演出。
台灣電視工業開始後，他先後在台灣電視公司與中華電視台參與演出，並曾至東南亞各地演出與拍攝電影；之後在中華電視台退休。
飾演包拯，讓他名利雙收，卻也侷限了他日後的發展：也許是入戲太深與刻板印象的影響，日後他對角色與劇本的選擇極為保守謹慎，廣告邀約也不輕易接受。他對於戲劇教化社會、影響人心的社會責任功能有一定的堅持，擇善固執也許也是飾演包拯對他的影響。1985年，儀銘退休後曾短期從商，之後依靠退輔會「榮民就養金」每個月新台幣1萬多元補助生活。1992年，儀銘因老友邀請，參演中國電視公司八點檔連續劇《黃土地外的天空》，之後沒再拍戲。2005年，第40屆金鐘獎主辦單位曾力邀儀銘出席頒獎典禮，但儀銘推辭。
2006年10月31日，華視35週年台慶特別節目《圓夢35 快樂出航 華視35週年台慶酒會》，李明依、巴戈擔任主持人，公布華視預先發出一千多份選票給在職及退休員工選出之15位「華視人」為華視15大經典人物，儀銘當選但不克出席領取「華視人獎座」。
儀銘曾言，演戲是他一生的最愛。他是成功的演員，下戲後的平凡人生卻有遺憾，這也是一種「一失足成千古恨」的悲哀。儀銘與其遺孀胡甄玲婚外情時，已與元配育有一女且當時已懷第二胎；元配知情後長年受盡心靈折磨與痛苦，忍辱負重照顧孩子與辛苦維繫家庭，以致晚年身體健康不佳。儀銘46年的外遇期間曾與元配討論過離婚，但也許面對良心的譴責、和難以向女兒坦白父親隱瞞多年的外遇事實，最後都不了了之。
儀銘因與元配感情不睦而家庭關係起波瀾，與家人的互動也漸行漸遠，之後便與家人長年處於分居狀態。2008年，儀銘病重住院，多次發生病危，許多相關手續必須由家屬辦理，才與元配正式辦理離婚，而與相伴46年的胡甄玲登記結婚。
2009年6月2日16時，儀銘因糖尿病併發器官衰竭病逝於長庚醫院林口院區，享壽78歲。

## 戲劇作品

### 電視劇

#### 台視
- 《古道斜陽》（1969年）
- 《藍與黑》（1970年）
- 《清宮殘夢》（1970年） 飾 袁世凱
- 《向日葵》（1971年）
- 《一八〇封鎖線》（1972年）
- 《蔣桂琴的故事》（1972年）
- 《虎山春》（1973年）  飾 雷天鈞

#### 華視
- 《包青天》（播映期間：1974年4月8日至1974年11月3日，共350集）飾包拯
- 《鐵漢》（播映期間：1975年8月27日至10月1日）飾葉朋
- 《寒流》（三台聯播劇，播映期間：1976年1月12日至1979年4月14日，共60集）飾彭德懷
- 《江南遊》（播映期間：1980年1月4日至1980年7月5日，共148集）飾甘老英雄
- 《吾土吾民》（播映期間：1981年3月16日至1981年4月18日，共30集）飾李鴻章
- 《秋蟬》（播映期間：1982年7月26日至1982年8月20日，共22集）
- 《煙雨江南》（播映期間：1983年11月7日至1983年12月16日，共30集）
- 《金玉劇坊》 (播映期間:1984年)
  - 金枝玉葉 飾郭子儀
  - 十五貫 飾周洸
  - 鄭元和與李娃 飾李儋
  - 三審鶴頂紅 飾朱璜
  - 楊乃武與小白菜 飾剛毅
  - 雙珠鳳 飾霍天榮
  - 通命鴛鴦 飾劉墉
  - 西太后與珍妃 飾李鴻章
  - 玉堂春飾王瓊
  - 春桃鬧堂飾趙正君
- 《藍與黑》（播映期間：1985年10月8日至1985年11月18日，共30集）

#### 中視
- 《黃土地外的天空》

### 電影
- 《歌聲魅影》1970
- 《心有千千結》1973 飾 朱律師
- 《雲深不知處》1975

## 製作作品

### 中華電視台
- 《少年不識愁滋味》（原名《起樓》）[3]

## 外部連結
- 儀銘在互联网电影资料库（IMDb）上的資料（英文）（英文）
- 儀銘在香港影庫上的簡介
- 儀銘在豆瓣上的资料（简体中文）